# Guerra colombiano-equatoriana
A Guerra Colombiano-Equatoriana foi uma série de conflitos armados travados entre as repúblicas da Colômbia e do Equador, como resultado de diferenças territoriais e políticas, entre 1862 e 1863.

## Contexto
Na Confederação Granadina (atual Colômbia), o governo do conservador Mariano Ospina Rodríguez enfrentou um levante liberal liderado pelo governador do Estado Federal de Cauca, Tomás Cipriano de Mosquera, em 1860, que rapidamente se transformou em uma guerra civil em todo o país. Numerosas batalhas foram travadas antes que as forças liberais tomassem a cidade de Bogotá em 1861, capturassem o presidente e proclamassem o general Mosquera como ditador. No entanto, a guerra continuou com vários líderes conservadores ansiosos por recuperar o governo. Um dos conservadores que se opuseram a Mosquera foi o poeta Julio Arboleda Pombo, que também havia sido eleito presidente pelos conservadores em meio à conflagração. Enquanto isso, no Equador, o presidente Gabriel García Moreno impôs um governo centralista forte.
Os historiadores colombianos e equatorianos divergem sobre as causas da guerra: para os primeiros, foi uma invasão liderada pelo presidente García Moreno com o objetivo de modificar as fronteiras; para os segundos, as forças conservadoras entraram no território equatoriano perseguindo alguns liberais. Quando o general Vicente Fierro, chefe do Resguardo Rumichaca, tentou impedir a invasão, foi atacado pelo comandante colombiano Matías Rosero, ao qual García Moreno respondeu com um exército de 1.200 homens, enquanto Arboleda mobilizou 900 soldados, liderado por sua Primeira Coluna sob o Coronel José Antonio Eraso e a Segunda Coluna pelo alcaide de Pasto, Coronel José Francisco Zarama. Ambos os exércitos se encontraram então em Tulcán (Equador).

## Desenvolvimento da guerra

### Batalha de Tulcán
Em 31 de julho de 1862, na cidade equatoriana de Tulcán, ocorreu um confronto onde pelo menos 1.450 soldados equatorianos sob o comando de Gabriel García Moreno enfrentaram 1.500 granadinos comandados por Julio Arboleda Pombo, resultando na vitória da Confederação Granadina. García Moreno foi feito prisioneiro, mas posteriormente libertado. Desde este acontecimento, as relações entre ambos os líderes deterioraram-se consideravelmente.

### Fim da Guerra das Soberanias
Após o fim da Guerra das Soberanias, Mosquera foi para Antioquia, assumiu o governo daquele Estado e convocou uma convenção dos mandatários dos demais Estados, que foi instituída em 4 de fevereiro de 1863 na cidade de Rionegro e nela o o nome de Estados Unidos da Colômbia foi dado ao país.
O Equador enviou o diplomata Antonio Flores Jijón, que chegou a um acordo com o governo mosquerista, mas o presidente equatoriano Gabriel García Moreno ignorou o tratado e entrou em guerra enviando o general Juan José Flores para o território colombiano, que se apoderou de Tumaco e Túquerres com pelo menos 9.000 homens. Mosquera saiu para combater Flores com 5.000 na infantaria, 1.000 na cavalaria e algumas peças de artilharia, deixando o colombiano Juan Agustín Uricoechea como responsável pelo governo.
No dia 15 de agosto, Mosquera chegou ao território do atual departamento de Nariño, iniciando escaramuças e pequenos combates. A força dos equatorianos baseava-se na sua cavalaria, mas só em dezembro é que o exército se arriscou na batalha. Os equatorianos cruzaram a fronteira em 21 de novembro daquele ano. A intenção dos equatorianos, além das disputas políticas entre os dois governos, era a anexação da região de Pasto, que consideravam sua.

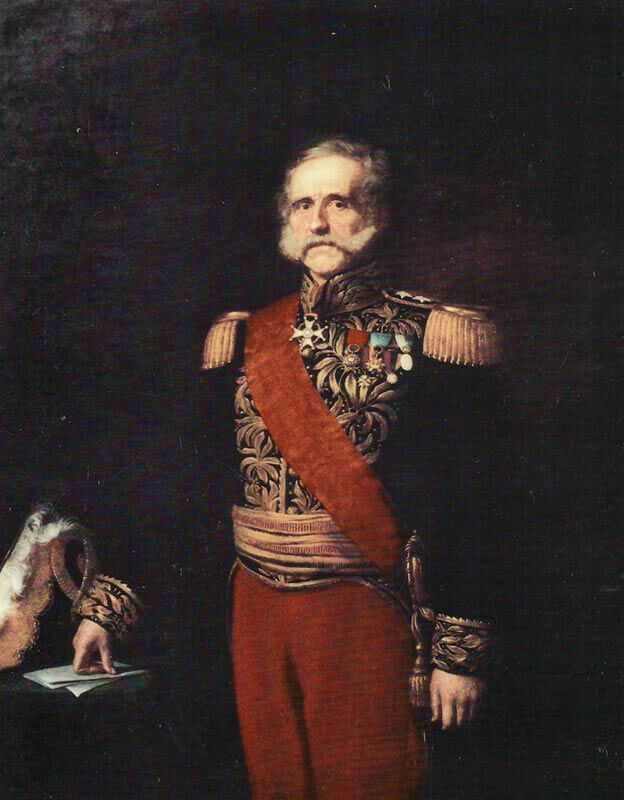
Tomas Cipriano de Mosquera presidente da Colômbia e comandante do exército durante a guerra.

Tomás Cipriano de Mosquera deixou 2.000 de seus homens em San Juan de Pasto e avançou com 1.000 soldados de vanguarda para enfrentar o inimigo, esperando-os no município de Guachucal, perto de Túquerres, mas vendo a superioridade numérica do inimigo, decidiu retirar-se e ordenou que o resto de suas tropas abandonassem Pasto para unir forças. A cidade foi imediatamente ocupada pelos equatorianos enquanto vários batalhões de soldados conservadores colombianos desertaram e passaram a apoiar as forças invasoras.

### Batalha da Puente de Malavar
No dia 26 de novembro Mosquera avançou com suas tropas até Sapuyes, perto de Túquerres, e depois para Chaitán onde dividiu suas forças em duas, uma atacou a ponte de Malavar e a outra a ponte San Guillermo, posições defendidas pelo general equatoriano Manuel Tomás Maldonado, sendo repelido em ambas as ocasiões. Naquela época Mosquera estava na planície de Chupadero e Maldonado aconselhou Flores a atacar o inimigo em retirada com a cavalaria, o que foi rejeitado por este último.
O exército colombiano, após a derrota, optou então por se mover continuamente, evitando assim os combates até se reagrupar completamente e, finalmente, entrar em território inimigo.

### Batalha de Cuaspud
Mosquera finalmente se entrincheirou em Cuaspud no dia 3 de dezembro, onde três dias depois ocorreu a decisiva Batalha de Cuaspud, na qual os equatorianos sofreram uma grande derrota. Mosquera, após a batalha, avançou até Carlosama, onde estabeleceu seu quartel-general militar. No dia 7 de dezembro recebeu uma carta de Flores, datada de Tusa, na qual propunha a paz. O presidente colombiano concordou com isso e encarregou o general Antonio Gonzales Carazo para negociá-la; em 21 de dezembro foi assinado o armistício em Ibarra.

## Consequências
Após o tratado de paz na hacienda Pinzaquí e o subsequente armistício de Ibarra, a guerra foi concluída, com os colombianos afirmando a soberania dos territórios de Pasto que o Equador reivindicava como seus. Assim, Mosquera conciliou com o Equador, reconhecendo os limites já existentes, a não interferência em assuntos internos mútuos e um acordo de paz permanente. Consequentemente, não houve mais conflitos de fronteira entre esses dois países. Mosquera consolidou seu poder interno e o Equador pôde fazer o mesmo, já que se concentrou totalmente contra a invasão de José María Urvina.